# Komenda Rejonu Uzupełnień Przemyśl

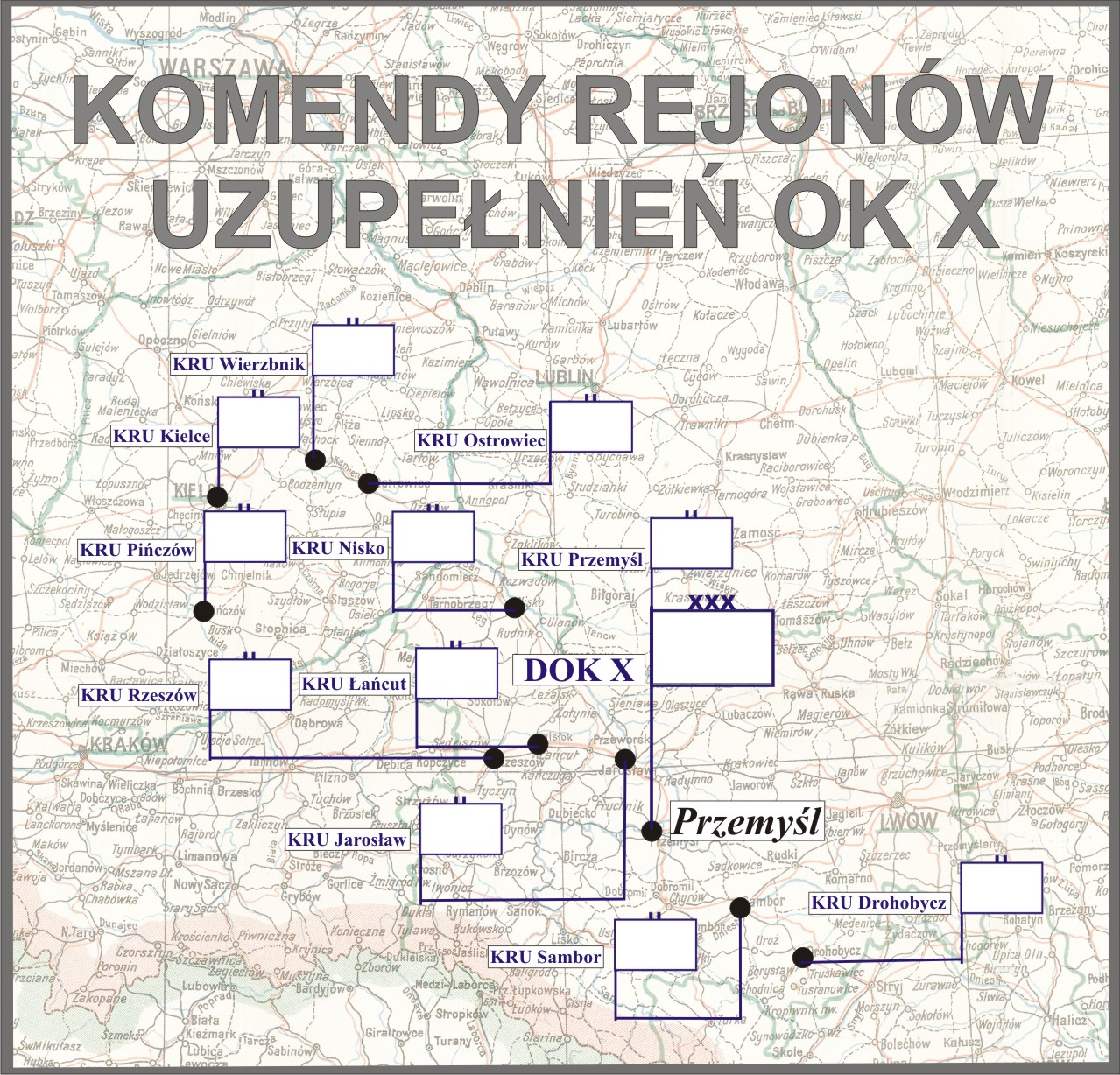
Komendy rejonów uzupełnień OK X

Komenda Rejonu Uzupełnień Przemyśl (KRU Przemyśl) – organ wojskowy właściwy w sprawach uzupełnień Sił Zbrojnych II Rzeczypospolitej i administracji rezerw w powierzonym mu rejonie.

## Formowanie i zmiany organizacyjne
27 grudnia 1918 roku kierownik Ministerstwa Spraw Wojskowych płk Jan Wroczyński ustanowił XVI Powiatową Komendę Uzupełnień w Przemyślu obejmującą powiaty: dobromilski, jarosławski, liski, łańcucki, niski, przemyski, przeworski i sanocki. PKU Przemyśl XVI została podporządkowana Okręgowej Komendzie Uzupełnień w Krakowie.
4 maja 1919 roku minister spraw wojskowych gen. por. Józef Leśniewski rozkazem D.M.O. 3849.P. zarządził reorganizację służby poborowej na terenie Galicji. W ramach tej reorganizacji dotychczasowa PKU Przemyśl XVI otrzymała numer XXVIII i została podporządkowana nowo powołanej Okręgowej Komendzie Uzupełnień Lwów z tymczasową siedzibą w Przemyślu. Okręg poborowy PKU Przemyśl XXVIII został ograniczony. W jego skład weszły powiaty: dobromilski, liski, przemyski, sanocki oraz mościski, natomiast powiaty jarosławski, łańcucki, niski i przeworski zostały podporządkowane nowo powstałej PKU Jarosław XXVI.
22 maja 1919 minister spraw wojskowych wprowadził w życie w Galicji zasadę „terytorialnego kompletowania pułków piechoty”. Zgodnie z tą zasadą PKU Przemyśl została przydzielona do kadry 38 Pułku Piechoty Strzelców Lwowskich, z którą miała utrzymywać ścisłą łączność. Uzupełnianie stanu osobowego 38 pp należało do wyłącznej kompetencji PKU. Przydzielenie komendy do pułku nie wpływało na to, że pozostawała nadal organem Ministerstwa Spraw Wojskowych, od którego miała otrzymywać ogólne wskazówki. Szczegółowe dyspozycje wydać miało komendzie Dowództwo Okręgu Generalnego.
24 maja 1919 minister spraw wojskowych przydzielił do PKU 38 pp powiaty: przemyski, dobromilski i brzozowski. Powiaty sanocki i liski, które dotychczas wchodziły w skład XXVIII PKU, zostały podporządkowane PKU 2 psp w Sanoku, podobnie powiat mościcki został włączony do PKU 19 pp w Gródku Jagiellońskim. Powiat brzozowski został wyłączony ze składu XXVII PKU Rzeszów.
7 lipca 1922 roku redakcja „Polski Zbrojnej” zdementowała informację podaną na łamach pisma „Kurier” o rzekomym zamachu bombowym na siedzibę PKU Przemyśl przy ul. Smolki oświadczając, że nieznani sprawcy w dniu 20 maja tego roku rzeczywiście wrzucili bombę, ale do piwnicy gmachu przy ul. Dworskiej, w którym miesiła się Policja.
W marcu 1930 roku PKU Przemyśl podlegała Dowództwu Okręgu Korpusu Nr X i administrowała powiatami: przemyskim, brzozowskim i dobromilskim. W grudniu tego roku posiadała skład osobowy typ I.
Z dniem 1 stycznia 1934 roku minister spraw wojskowych wyłączył powiat brzozowski z PKU Przemyśl i przyłączył do PKU Sanok. Jednocześnie zaliczył PKU Przemyśl do II typu składów osobowych PKU.
Z dniem 1 października 1934 roku minister spraw wojskowych zmienił granice Okręgu Korpusu Nr X i VI w ten sposób, że powiaty gródecki, rudecki i jaworowski zostały przesunięte z OK X do OK VI. Równocześnie minister spraw wojskowych zarządził wydzielenie powiatu mościckiego z PKU Gródek Jagielloński i przydzielił go do PKU Przemyśl. Prace związane z przekazaniem i przyjęciem powiatu mościckiego miały być zakończone 15 grudnia 1934 roku, po przeprowadzeniu wcielenia jesiennego. Typ składu osobowego PKU Przemyśl miał określić rozkaz wykonawczy do nowej organizacji służby poborowej. 22 listopada 1934 roku minister spraw wojskowych zaliczył z dniem 15 grudnia 1934 roku PKU Przemyśl do I typu składów osobowych PKU.
1 lipca 1938 roku weszła w życie nowa organizacja służby poborowej, zgodnie z którą dotychczasowa PKU Przemyśl została przemianowana na Komendę Rejonu Uzupełnień Przemyśl przy czym nazwa ta zaczęła obowiązywać 1 września 1938 roku, z chwilą wejścia w życie ustawy z dnia 9 kwietnia 1938 roku o powszechnym obowiązku wojskowym. Obok wspomnianej ustawy i rozporządzeń wykonawczych do niej, działalność KRU Łomża normowały przepisy służbowe MSWojsk. D.D.O. L. 500/Org. Tjn. Organizacja służby uzupełnień na stopie pokojowej z 13 czerwca 1938 roku. Zgodnie z tymi przepisami komenda rejonu uzupełnień była organem wykonawczym służby uzupełnień .
Komendant rejonu uzupełnień w sprawach dotyczących uzupełnień Sił Zbrojnych i administracji rezerw podlegał bezpośrednio dowódcy Okręgu Korpusu Nr X. Rejon uzupełnień nie uległ zmianie i nadal obejmował miasto Przemyśl oraz powiaty: przemyski, mościski i dobromilski.

## Obsada personalna
Poniżej przedstawiono wykaz oficerów zajmujących stanowisko komendanta Powiatowej Komendy Uzupełnień i komendanta rejonu uzupełnień oraz wykaz osób funkcyjnych (oficerów i urzędników wojskowych) pełniących służbę w PKU i KRU Przemyśl, z uwzględnieniem najważniejszych zmian organizacyjnych przeprowadzonych w 1926 i 1938 roku.
Komendanci
- ppłk piech. Edward Bielecki[a] (od 27 XII 1918[19])
- ppłk piech. Stanisław Elgas (1923[20] – II 1924 → inspektor poboru DOK X[21][22])
- płk piech. Kazimierz Liber (II 1924[21] – 15 IV 1925 → 63 pp)
- ppłk piech. Herman Augustyn (II 1925[23] – 30 IX 1927 → stan spoczynku[24])
- ppłk art. Jan Władysław Ryż[b] (X 1927[26] – XI 1928 → dyspozycja dowódcy OK X[27])
- ppłk piech. Leon Gotkiewicz (XI 1928[28] – 31 III 1933 → stan spoczynku[29])
- mjr piech. Eugeniusz Michał Kamiński[c] (IX 1933[32] – 1939[33])

Obsada personalna PKU Przemyśl XVI w grudniu 1918 roku
- komendant – ppłk piech. Edward Bielecki
- zastępca komendanta – kpt. Edward Bochus
- oficer ewidencyjny w powiecie przemyskim
  - urzędnik ewidencyjny w randze podporucznika Bolesław Dąbrowski
  - pchor. Marian Szankowski (do 21 II 1919[34])
  - ppor. Bolesław Sawicki (od 21 II 1919[34])
- oficer ewidencyjny w powiecie niskim – urzędnik ewidencyjny w randze podporucznika Adolf Kralenbach
- oficer ewidencyjny w powiecie przeworskim – urzędnik ewidencyjny w randze podporucznika Stefan Zieliński
- oficer ewidencyjny w powiecie dobromilskim – urzędnik ewidencyjny w randze chorążego Wawrzyniec Ciszek
- oficer ewidencyjny w powiecie sanockim – urzędnik ewidencyjny w randze porucznika Alfred Jędrzejewski
- oficer ewidencyjny w powiecie łańcuckim – urzędnik ewidencyjny w randze podporucznika Ludwik Brania
- oficer ewidencyjny w powiecie liskim – urzędnik ewidencyjny w randze kapitana Leopold Weber
- oficer ewidencyjny w powiecie jarosławskim – urzędnik ewidencyjny w randze porucznika Paweł Pituch

Obsada pozostałych stanowisk funkcyjnych KRU w latach 1938–1939
- kierownik I referatu ewidencji – kpt. piech. Michał II Mikulski
- kierownik II referatu uzupełnień – kpt. adm. (piech.) Henryk Tabeau[e]